# Hans Tucher

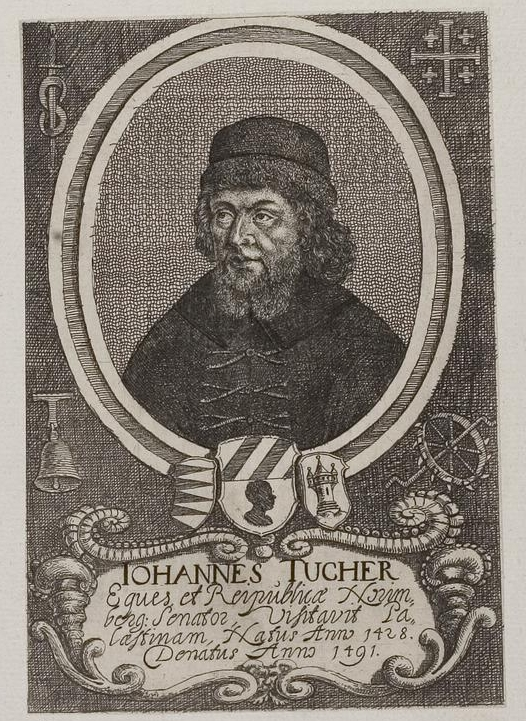
Hans Tucher

Hans Tucher (VI.) d. Ä. (* 10. April 1428; † 24. Februar 1491) war Oberhaupt des Tucherschen Handelshauses.

## Leben

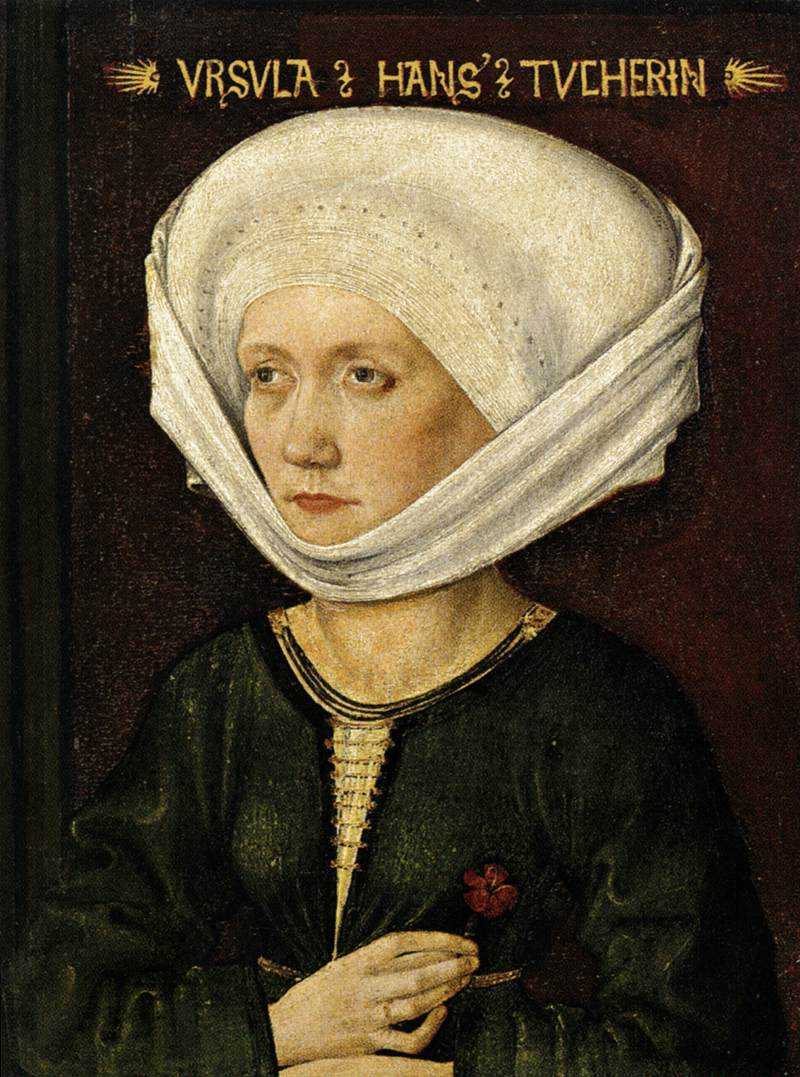
Porträt von Ursula Tucher, geborene Harsdörffer, von Michael Wolgemut, 1478

Mit seiner ersten Ehefrau, Barbara Ebner (gestorben 1476), hatte Hans Tucher (der Ältere) neun Kinder. Die zweite Ehe schloss er 1481 mit Ursula Harsdörffer (gestorben 1504). 
In der Stadt wurde er vor allem als Mitglied des Rates (seit 1438 besaßen die Tucher zwei ständige Sitze im Kleinen Rat) geschätzt, das sich als Bauherr um größere Bauprojekte kümmerte und, bedingt durch sein großes Interesse an Büchern, der städtischen Bibliothek mit der Verdopplung des Bestandes, Modernisierung und Herrichtung der Stücke bedeutende Dienste erwies. Neben diesem Engagement war er aber vor allem auch mit innenpolitischen Angelegenheiten der Reichsstadt beschäftigt. 1478 wurde er jüngerer Bürgermeister Nürnbergs und von 1480 an bis 1491 jährlich älterer Bürgermeister. Sein Ansehen stieg noch mehr, als er auf seiner Pilgerreise (in „heilige Land“) von Herzog Balthasar von Mecklenburg die Ritterwürde erhielt. Als er schließlich am 24. Februar 1491 an Wassersucht starb, wurde er im Nachruf von Hartmann Schedel nicht grundlos als ein consul Nuremburgensis accuratissimus bezeichnet. Ebenso spricht eine Darstellung des Marientodes im Peringsdorfer-Altar, auf der Tucher als Apostel abgebildet ist, für seinen Bekanntheits- und Beliebtheitsgrad, den er sicherlich dem Wirken in seiner Heimatstadt, aber auch seiner Pilgerreise und dem daraus entstandenen Pilgerbericht zu verdanken hatte.

## Familie Tucher
Hans Tucher entstammte einem sehr angesehenen Patriziergeschlecht aus Nürnberg. Die Tucher gehörten zu den vornehmsten und ältesten Repräsentanten der königlichen Reichsstadt, erlangten ihren Reichtum durch einen über dreieinhalb Jahrhunderte währenden internationalen Fernhandel, besaßen beträchtlichen Grundbesitz innerhalb und außerhalb der Stadt, leiteten die Geschicke Nürnbergs, indem sie u. a. Mitglieder des Kleinen Rates waren und zeichneten sich nicht zuletzt durch eine Schreibfreudigkeit aus, die kaum unterschätzt werden darf. Sie dokumentierten die Verwaltung ihrer Ehrenämter und die geschichtlichen Ereignisse Nürnbergs, führten Buch über ihre Einkünfte und Ausgaben und über diverse städtische Bauvorhaben. Die Aufzeichnungen aus dem 15. Jahrhundert können jedoch als die bedeutendsten angesehen werden. Hans Tucher hat über innerstädtische Angelegenheiten Rechenschaft abgelegt und darüber hinaus auch einen Pilgerbericht geschrieben. Dieser wurde von späteren Pilgern im süddeutschen Raum – darunter der Zürcher Peter Füssli, der eine eigenhändige Abschrift daraus hinterließ – intensiv rezipiert. Sein Bruder Endres Tucher (1423–1507) ließ als bekannter Baumeister und Chronist 1461 ebenfalls eine umfassende Darstellung des kommunalen Bauwesens, das berühmte Baumeisterbuch, verfassen, das man wohl als einzigartig bezeichnen kann.